# Marienkirche (Steyr)

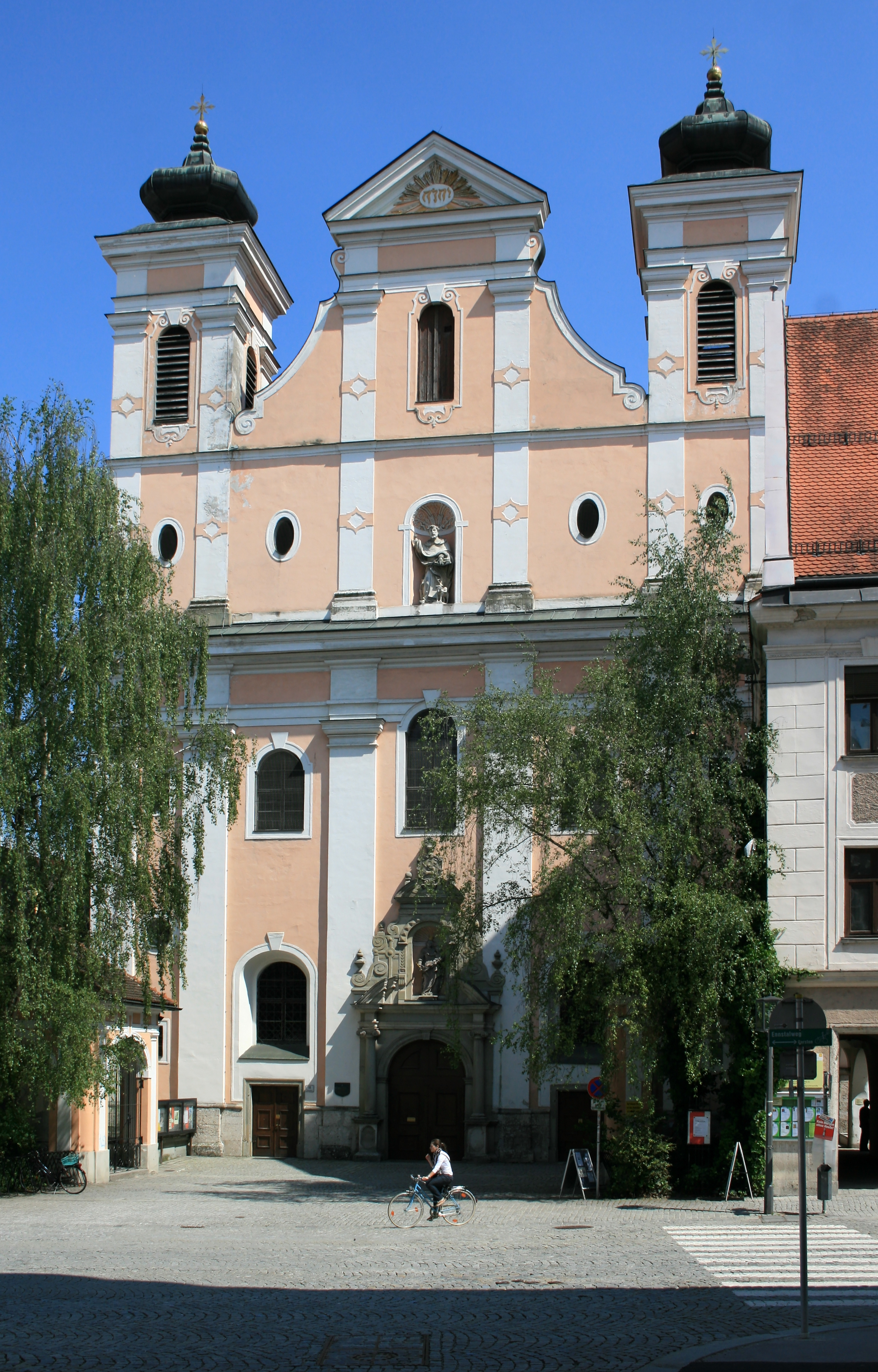
Fassade zum Hauptplatz

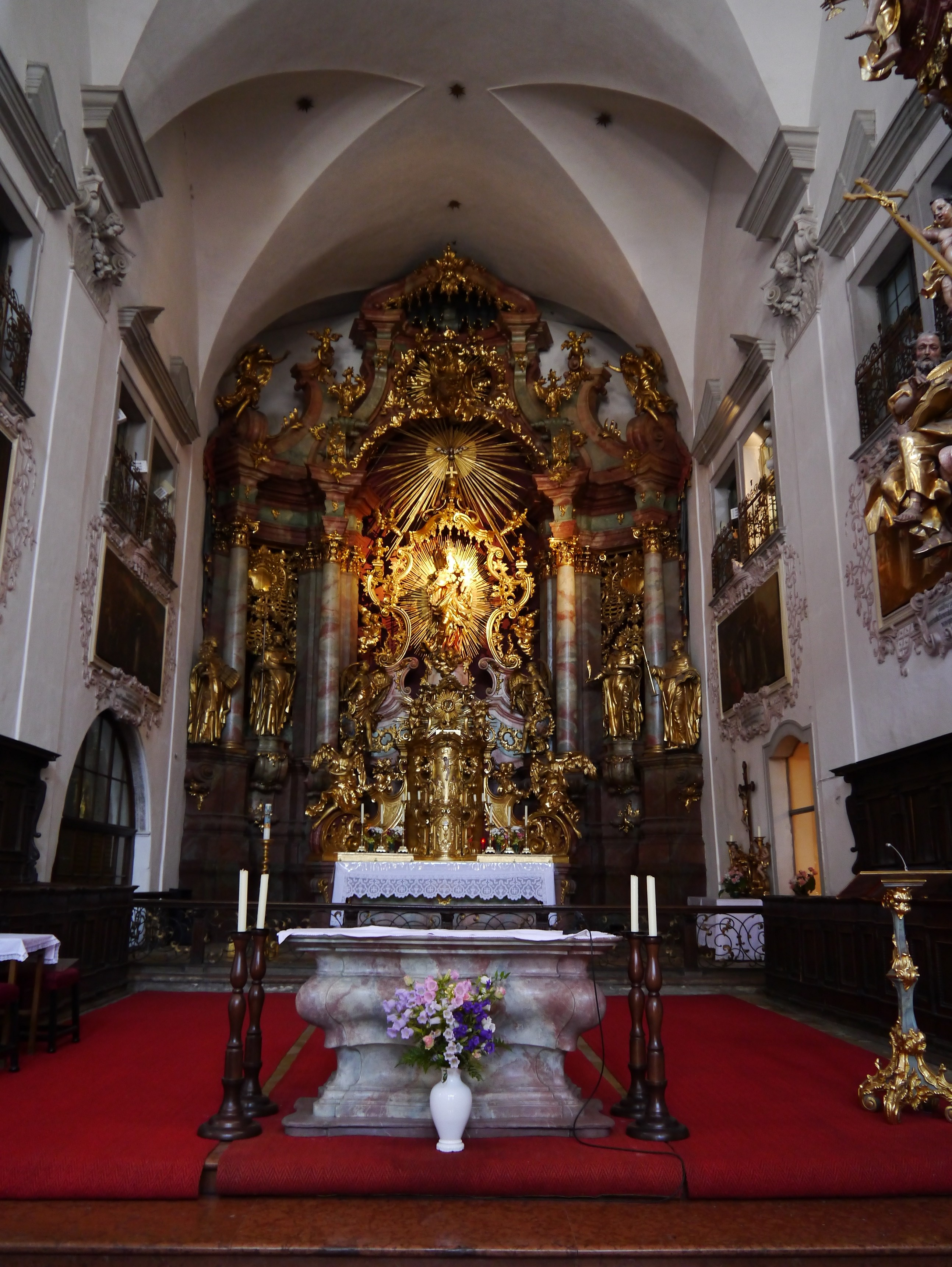
Chor

Die Marienkirche von Steyr befindet sich am Stadtplatz, rathausseitig gegenüber dem Pfarrberg.
Die Marienkirche ist keine Pfarrkirche, sondern eine Filialkirche der Stadtpfarre Steyr, in welcher Gottesdienste mit Gläubigen aus verschiedenen Pfarren der Umgebung gefeiert werden; Taufen, Trauungen und Begräbnisse sind daher selten. 

## Geschichte
Dominikaner aus Krems gründeten 1472 in Steyr eine Ordensniederlassung. Zu diesem Zweck kauften sie von Georg und Wilhelm von Losenstein ein Haus am Stadtplatz. Die Kirche wurde 1478 vollendet. Der Stadtbrand im Jahre 1522 zerstörte allerdings die Kirche und das Klostergebäude.
Den Bürgern wurde 1559 durch Kaiser Ferdinand I. der Wiederaufbau der Kirche und des Klosters erlaubt. Man wollte darin die die evangelische Lateinschule unterbringen, welche sich zu dieser Zeit in einem Gebäude in der Berggasse befand, welches für diesen Zweck nicht geeignet war. An diese Erlaubnis war jedoch die Bedingung geknüpft, dass im Bedarfsfall die Dominikaner das Gebäude gegen Kostenersatz wieder beanspruchen konnten.
Doch bereits 1572 wurde der östliche Trakt der Schule vom Hochwasser zum Einsturz gebracht. Die 60 darin wohnenden Studenten konnten sich noch knapp vor dem Hochwasser retten.
Dem Dominikanerorden wurde am 10. November 1624 im Zuge der Gegenreformation die Kirche, und am 12. Februar 1625 das Klostergebäude zurückgegeben.
Ihr barockes Aussehen erhielt die Kirche in den Jahren 1642 bis 1641. Die Bauarbeiten wurden vom Maurermeister Hans Tanner geleitet.
Im Jahr 1865 wurde das Dominikanerkloster aufgehoben und der Diözesanbischof von Linz,  Franz Joseph Rudigier, übergab das Gotteshaus der Gesellschaft Jesu.
Seit 1911 diente das Kloster als Jesuitenresidenz, bis sich der Orden 2019 aus Steyr zurückzog. Der vordere Trakt des ehemaligen Klostergebäudes findet seit 1911 als Postamt Verwendung, der hintere diente Wohnzwecken, während das ehemalige, reich stuckierte Refektorium nach dem Zweiten Weltkrieg über längere Zeit als Maschinenwerkstätte verwendet wurde.
1976 wurde der Gebäudeflügel, welcher der Enns zugewandt ist, von der Diözese Linz erworben und dient seither unter dem Namen "Dominikanerhaus" als Bildungszentrum. Die letzte Restaurierung der Kirche (innen und außen) erfolgte in der Zeit von 1975 bis 1978.

## Baubeschreibung

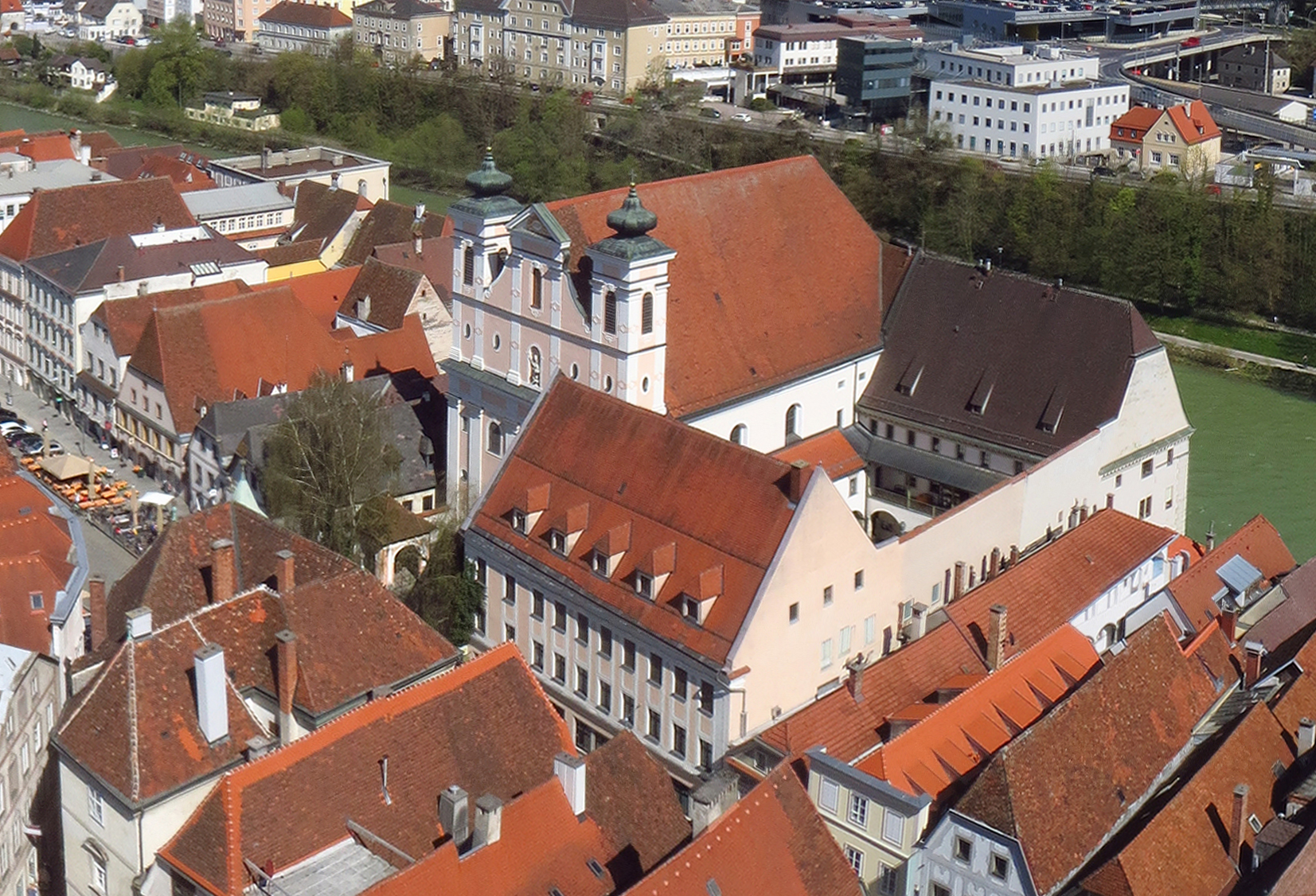
Kirche und ehemaliges Klostergebäude

Die Kirche liegt nicht in der Fluchtlinie der unteren Häuserzeile des Stadtplatzes, sondern ist etwas zurückversetzt. Sie ist eine der ersten Schöpfungen der klösterlichen Bautätigkeit nach der Gegenreformation. Vorbild war die Münchner St. Michaels-Kirche. Die Fassade ist doppeltürmig. Über dem rundbogigen Hauptportal ist die Statue der Muttergottes angebracht, und im Giebelfeld ist das Standbild des hl. Dominikus zu sehen.
Die Kirche wurde in den Jahren 1774 bis 1778 mit einer sehenswerten Rokoko-Einrichtung erneuert. In dieser Zeit wurden auch die Türme neu gestaltet. Auch der mächtige Hochaltar mit der künstlerisch wertvollen Marien-Statue, die figurenreiche Kanzel und eine neue Orgel wurden in dieser Zeit installiert. Mit reichen barocken Stuckarbeiten hatte man schon früher einige Seitenkapellen geschmückt. In der Gruft wurde der Steyrer Bürgermeister Maximilian Luckner (1660–1677) im Jahre 1680 bestattet.
Um 1650 gestaltete der Steyrer Bildhauer Elias Sturmberger zwei Kapellen, welche den Vorplatz flankieren. Über diesen Vorplatz führte von 1788 bis 1851 ein gedeckter Zugang zur Kirche.

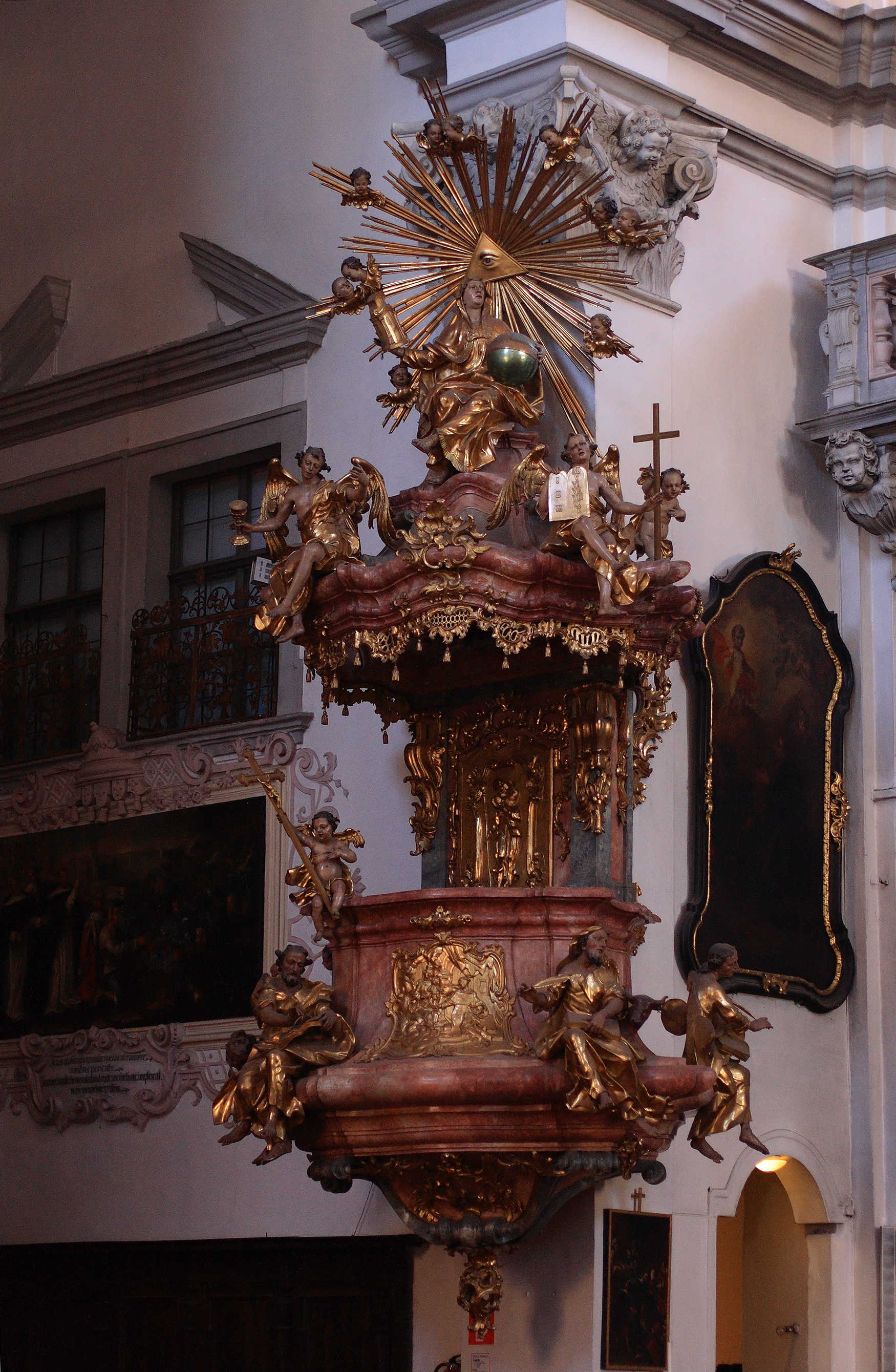
Die Kanzel
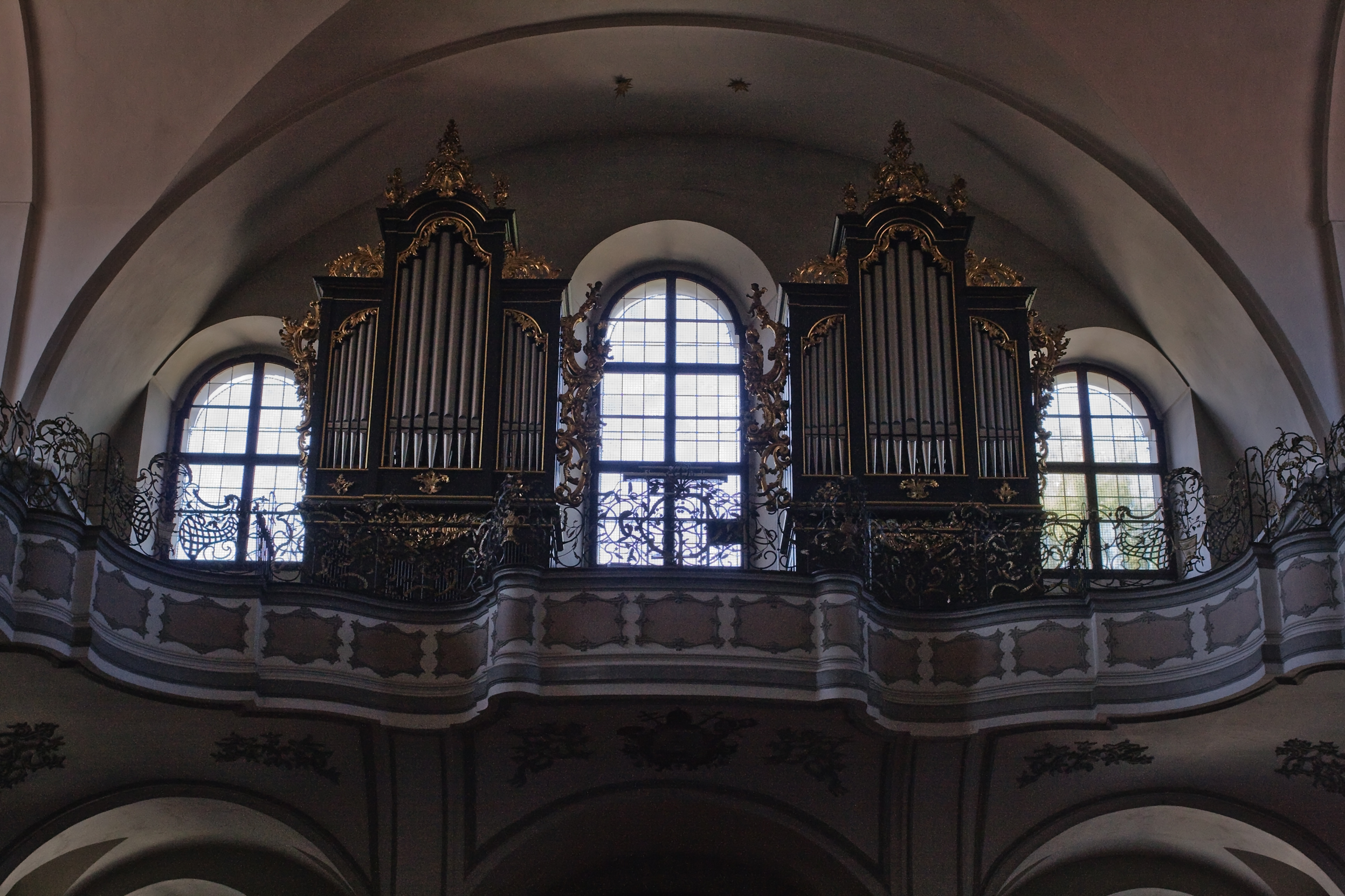
Die Orgel
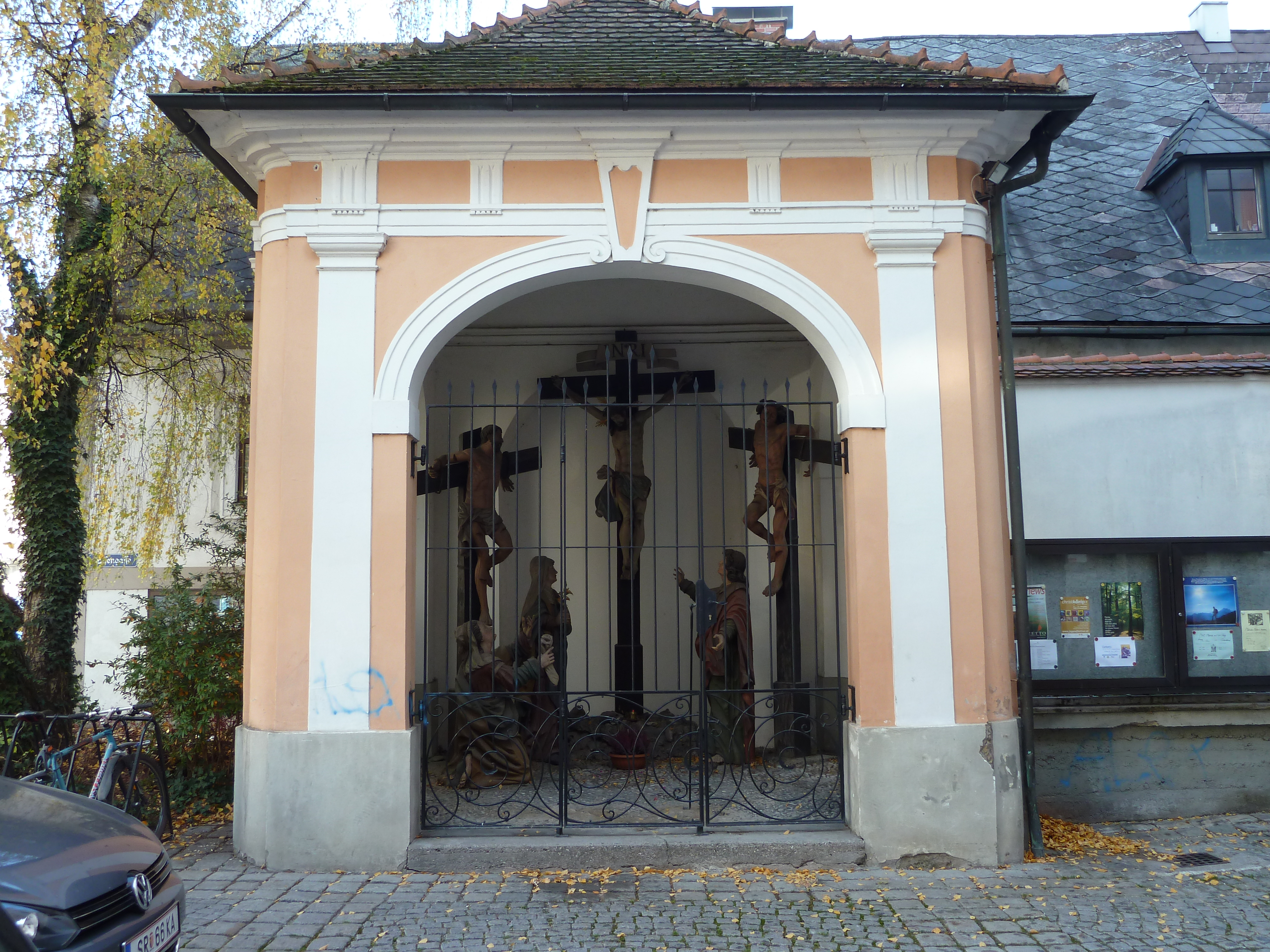
Eine der Kapellen